# Nayland Blake
Nayland Blake (* 1960 New York) je americký výtvarník. V letech 1978 až 1982 studoval na Bard College v Annandale-on-Hudson a později se odstěhoval do Kalifornie. Do roku 1984 studoval na CalArts. Svá díla začal vystavovat v roce 1985. Později byla jeho díla vystavována například v Muzeu amerického umění Whitneyové, Walkerově centru umění a Sanfranciském muzeu moderního umění. Je nositelem Guggenheimova stipendia za rok 2012. Identifikuje se jako pansexuál.